# Sarah Clarke
Sarah Clarke (ur. 16 lutego 1972 w Saint Louis w stanie Missouri, USA) – amerykańska aktorka filmowa i telewizyjna, znana z roli Niny Meyers w serialu telewizyjnym stacji FOX 24 godziny. W 2004 roku zagrała epizod w serialu Dr House (odcinek 14 sezonu 1). W 2008 roku w filmie Zmierzch zagrała postać Renée Dwyer – matkę głównej bohaterki.

## Życie prywatne
We wrześniu 2002 roku poślubiła aktora Xandera Berkeleya, poznanego na planie serialu 24 godziny. 23 września 2006 roku urodziła im się córka, Olwyn Harper.